# 圣若泽-杜伊尼亚科拉
圣若泽-杜伊尼亚科拉是巴西南大河州的一个市镇。总面积77.806平方公里，总人口2132人，人口密度27.4人/平方公里。